# Johan Paul van der Stok
Johan Paul van der Stok (Balikpapan (Borneo, Nederlands-Indië), 21 maart 1919 – concentratiekamp Mauthausen (Oostenrijk), 11 april 1945) was een Nederlandse verzetsstrijder tijdens de Tweede Wereldoorlog.
Via 'route Zwaantje' (Delfzijl-Zweden) had Hans van der Stok Engeland bereikt. Hij had onder andere een bericht voor de Nederlandse regering in Londen bij zich van Henk Deinum. In de nacht van 19 op 20 september 1943 werd hij samen met de agent Otto Martin Wiedemann (1915 – 2000) in de omgeving van Middenmeer boven de Wieringermeerpolder geparachuteerd. Hij werkte in de functie van radiotelegrafist/codist voor het Bureau Inlichtingen (BI). Het BI werkte nauw samen met de Engelse Secret Intelligence Service (SIS). Hans van der Stok werd op 2 februari 1944 door de Sicherheitsdienst (SD) gearresteerd. Hij werd door de Duitsers naar Mauthausen overgebracht. Hij was een broer van Bram van der Stok.

## Plaats van tewerkstelling
Na zijn landing zocht Hans van der Stok bij zijn broer Felix aan de Prinsengracht in Amsterdam onderdak. Vanuit diverse seinadressen in Amsterdam verzorgde hij voor de Ordedienst (OD) het radiocontact met het BI en de Nederlandse regering in Londen. Hij werkte als agent in de functie van radiotelegrafist/codist en microfilmfotograaf voor de Zendgroep Barbara en hij verleende steun aan de Groep Packard. Tijdens de radiocontacten met het BI maakte hij gebruik van de codenamen Hans en Johansen. Tijdens zijn contacten "in het veld" gebruikte hij de schuilnaam Jan de Vries.
Door de bemiddeling van Chris Tonnet, de contactpersoon van de Ordedienst, kreeg de agent Hans van der Stok in een huis in de Courbetstraat in Amsterdam een werkruimte. In deze ruimte ontwikkelde hij zijn fotomateriaal. De agent Reijer Abraham Grisnigt werkte met Van der Stok op dit adres samen. Vanaf het adres aan de Prinsengracht 1047, het huis van Felix van der Stok, seinde Grisnigt zijn berichten door aan het BI en Nederlandse regering in Londen. Op 2 februari 1944 werden Bram Grisnigt en de twee broers Van der Stok door de SD gearresteerd. Hans van der Stok werd naar Mauthausen overgebracht. Op 11 april 1945 is hij in gevangenschap overleden.

## Onderscheidingen
- Het Bronzen Kruis KB nr.26 van 6 juni 1953 (postuum)